# Corbula sinensis
Corbula sinensis is een tweekleppigensoort uit de familie van de Corbulidae. De wetenschappelijke naam van de soort is voor het eerst geldig gepubliceerd in 1993 door Bernard, Cai & Morton.